# (99984) 1981 EL23
(99984) 1981 EL23 es un asteroide perteneciente al cinturón de asteroides, descubierto el 3 de marzo de 1981 por Schelte John Bus desde el Observatorio de Siding Spring, Nueva Gales del Sur, Australia.

## Designación y nombre
Designado provisionalmente como 1981 EL23.

## Características orbitales
1981 EL23 está situado a una distancia media del Sol de 2,518 ua, pudiendo alejarse hasta 2,825 ua y acercarse hasta 2,211 ua. Su excentricidad es 0,121 y la inclinación orbital 3,438 grados. Emplea 1459,64 días en completar una órbita alrededor del Sol.

## Características físicas
La magnitud absoluta de  1981 EL23 es 15,5. Tiene 5,123 km de diámetro y su albedo se estima en 0,047.